# Танковая бригада СС «Вестфален»
Танковая бригада СС «Вестфален» (нем. SS-Panzer-Brigade "Westfalen") — тактическое соединение войск СС нацистской Германии периода Второй мировой войны. Бригада была брошена в бой против наступающих частей 3-й бронетанковой дивизии США в конце марте 1945 года, пытаясь помешать американским войскам окружить группу армий «Б» в Рурском котле.

## Формирование

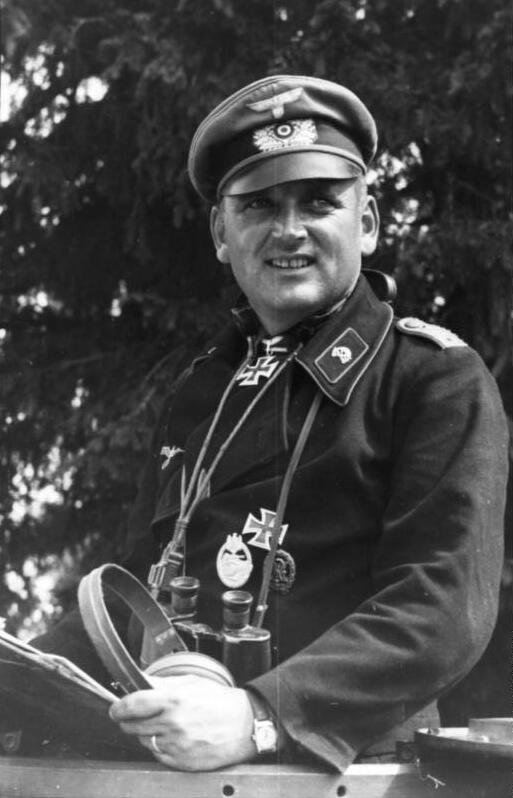
Командир бригады оберштурмбаннфюрер СС Ганс Штерн

Танковая бригада СС «Вестфален» была сформирована 29 марта 1945 года на территории учебного полигона «Зеннелагер» к северу от Падерборна. Она была создана из различных учебных и резервных частей войск СС, находившихся в этом районе. В составе бригады были сформированы два полка —танковый разведывательный и танковый учебно-запасной. В состав подразделения входили два импровизированных пехотных батальона, названных в честь своих командиров. Также в состав бригады входил армейский 507-й тяжёлый танковый батальон, который понёс тяжёлые потери в боях на Восточном фронте и был восстановлен на полигоне «Зеннелагер» 9 марта 1945 года.
Она формировалась под руководством оберштурмбаннфюрера СС Ганса Штерна, кавалера Рыцарского креста Железного креста, который получил эту награду в 1941 году, командуя 3-й ротой 11-го танкового полка 6-й танковой дивизии.
«Вестфалия» была танковой бригадой лишь на бумаге и испытывала большие проблемы: множество бойцов без опыта; острая нехватка топлива, боеприпасов, автотранспорта и обмундирования; полное отсутствие полевых кухонь. Ощущалась нехватка вооружения — так, на три взвода имелось лишь по одному ручному пулемёту. Связь осуществлялась через мотоциклистов и курьеров, также предполагалось использовать гражданские телефонные линии. При этом пехотинцы получили достаточное количество фаустпатронов.
Бригада насчитывала до 50 танков и САУ (в полку «Мейер» имелось 15 учебных танков, включая Pz.Kpfw. III), располагала небольшим количеством бронетранспортёров Sd.Kfz. 251 и штурмовых орудий StuG III в полку «Хольцер». При этом Штерн имел два козыря — опытных командиров полков и батальонов, а также батальон «Королевских тигров». По состоянию на 21 марта в батальоне насчитывался 21 «Королевский тигр» и 3 «Ягдпантеры».
Полк СС «Мейер» занял оборону на линии западнее дороги Нордборхен-Кирхборхен — восточнее Лихтенау. Слева от полка, у Лихтенау и Шерфеде, и справа, юго-западнее Падерборна, разместились подразделения полка СС «Хольцер» и 507-й батальон.
Штерн рассчитывал на поддержку персонала люфтваффе с ближайших аэродромов, 326-й пехотной дивизии народного ополчения (находилась в 16 км восточнее Падерборна) и 512-го дивизиона тяжёлых истребителей танков (25 «Ягдтигров», разбросанных у Шваная и Хербрама). Комбригу также обещали большое количество зениток из Варбурга, но они так и не прибыли. «Вестфалия» была придана 66-му армейскому корпусу генерал-лейтенанта Германа Флёрке. Корпус должен был любой ценой удерживать позиции у Касселя — возможный коридор для отступления группы армий «Б» на восток.

## Боевой путь
Бригада впервые вступила в бой 29 марта против частей 3-й бронетанковой дивизии США, пытаясь защитить дорогу на Падерборн в районе Хузэна. В этот день подразделения бригады уничтожили около 18 американских танков.
В ночь с 29 на 30 марта боевая группа «Ричардсон» из 3-й бронетанковой дивизии вела бои с частями 3-го батальона полка СС «Хольцер» южнее Падерборна. На пути американцев располагалась деревня Нордборхен, где оборону заняли более 200 эсэсовцев. Тяжёлые потери понесли подразделения 2-го батальона полка СС «Мейер» у Эттельна. Взвод унтершарфюрера Вебера занял позиции в 200 м от дороги Хенгларн — Эттельн. Внезапно появилось шесть «Шерманов». Пока эсэсовцы ползли к дороге, чтобы сократить дистанцию для боя, американские танки последовали далее, а за ними показались бронетранспортёры и грузовики. С ними немцы не рискнули схлестнуться и отступили на восток к основным силам роты, которая была уже изрядно потрёпана.
Боевая группа американцев штурмовала позиции 1-го батальона полка СС «Хольцер» у Шерфеде. Немцы отбили все атаки, американцы при этом потеряли 5 «Шерманов». Подразделения полка «Хольцер» и 3-й роты 507-го тяжёлого танкового батальона приготовили западню для наступающих американских войск. 3-я рота получила приказ от командира батальона сменить части полка «Мейер» у Киркборхена и остановить продвижение американских танков. Танки двигались по дороге, по обе стороны которой рос густой лес. Далее лес сменила холмистая местность. Немецкая разведка доложила, что Киркборхен в руках противника, а за Нордборхен идут ожесточённые бои.
Когда американцы приблизились к позициям 1-го и 3-го взводов, немецкие танки «ожили» и открыли огонь. С обоих флангов по колонне ударили и фаустники, которые прятались в канавах у дороги. Было сожжено 7 «Шерманов». С тыла по колонне открыл огонь 2-й взвод «Королевских тигров». Далее командир 3-й  роты получил разрешение от штаба 507-го батальона контратаковать врага и добить колонну. Американцы в панике оставляли технику и пытались скрыться в лесу. Немцы обыскивали брошенную технику, ища прежде всего продукты.
К вечеру 31 марта американцы очистили подступы к Падерборну и стали готовить скоординированную атаку на город. В тот же день генерал-фельдмаршал Вальтер Модель приказал оберштурмбанфюреру СС Штерну отбить Масберг и восстановить контакт с 53-м армейским корпусом генерал-лейтенанта Фрица Байерляйна, пробив путь в Рурский регион. Штерн так и не смог выполнить этот приказ, поскольку на следующий день американцы пошли на штурм Падерборна.
Бригада «Вестфалия» не смогла удержать Падерборн. 1 апреля она была вынуждена покинуть город, отступая с 40 уцелевшими танками и штурмовыми орудиями. 2 апреля батальон гауптштурмфюрера СС Зоне из полка «Мейер» при поддержке 9 «Королевских тигров» попытался отбить Виллебадессен, но американцы оказали упорное сопротивление и вызвали поддержку нескольких артиллерийских дивизионов. Обе стороны потеряли по 5 танков, и немцы отступили (при этом в плен попало более 200 эсэсовцев).
Немцы не смогли выбить части 104-й пехотной дивизии США из деревень Боненбург и Берлингхаузен. 4 апреля «Вестфалия» была придана 11-й армии. 5 апреля в строю 507-го батальона оставалось лишь 9 «Королевских тигров». Но даже несмотря на это, тяжёлые танки успешно прикрывали отход немецких подразделений от Везера, нанося удары по колоннам американцев. Далее 507-й батальон сражался в Гарце и 9 апреля имел в строю лишь 2 машины. 12 апреля последний уцелевший «Королевский тигр» и самоходка «Вестфалии» были приданы танковой группе «Цоссен» и направлены в Чехословакию.
Бригада осталась без бронетехники, а 19 апреля её бойцы сдались в плен американцам у Бланкенбурга. Многих из них ожидала печальная участь — так, 23 апреля была казнена группа офицеров, включая гауптштурмфюрера СС Карла Клосковски. Согласно некоторым источникам, убийство было совершено в отместку за смерть командира 3-й бронетанковой дивизии США генерала Мориса Роуза несколькими неделями ранее от рук 507-го тяжелого танкового батальона. К концу апреля 1945 года остатки бригады СС «Вестфален» были уничтожены в районе Тевтобургского леса.

## Местонахождение
- с марта по апрель 1945 (Вестфалия)

## Подчинение
- 66-й армейский корпус 11-й армии группы армий «Б» (март - апрель 1945)

## Командиры
- оберштурмбаннфюрер СС Ганс Штерн (29 марта — 23 апреля 1945)

## Состав
- Танковый разведывательный полк СС «Мейер» (SS-Panzer-Aufklärer-Regiment "Meyer")
  - 1-й танковый разведывательный учебно-запасной батальон СС (SS-Panzer-Aufklärer-Ausbildungs- und Ersatz-Abteilung I)
  - 2-й танковый разведывательный учебно-запасной батальон СС (SS-Panzer-Aufklärer-Ausbildungs- und Ersatz-Abteilung II)
  - танковый разведывательный учебный батальон младшего командного состава СС (SS-Panzer-Aufklärer-Unterführer-Ausbildungs-Abteilung)
- Танковый учебно-запасной полк СС «Хольцер» (SS-Panzer-Ausbildungs- und Ersatz-Regiment "Holzer")
  - 1-й танковый разведывательный учебно-запасной батальон СС (SS-Panzer-Aufklärer-Ausbildungs- und Ersatz-Abteilung I)
  - 2-й танковый разведывательный учебно-запасной батальон СС (SS-Panzer-Aufklärer-Ausbildungs- und Ersatz-Abteilung II)
  - танковый разведывательный учебный батальон младшего командного состава СС (SS-Panzer-Aufklärer-Unterführer-Ausbildungs-Abteilung)
- Батальон СС «Клосковски» (SS-Abteilung "Kloskowski")
- Батальон СС «Грамс» (SS-Abteilung "Grams")
- 507-й тяжелый танковый батальон (schwere Panzer-Abteilung 507)

## Известные члены
- Вильгельм Тике (автор нескольких книг о войсках СС)
- Карл Клосковски — гауптштурмфюрер СС, танкист-ас, кавалер Рыцарского креста с Дубовыми листьями. Ему приписывают не менее 27 уничтоженных танков противника. В составе бригады СС «Вестфалия» командовал батальоном, названным в его честь.